# Trémelle fucus
Tremella fuciformis
Espèce
Tremella fuciformis, ou trémelle fucus est une espèce de champignon basidiomycète de l'ordre des Tremellales, qui pousse en touffes importantes sur les arbres, de couleur blanc cassé et translucide.  
En chinois 银耳 (pinyin : yín ěr, littéralement « oreille d'argent ») ou 白木耳 (pinyin : báimùěr, littéralement « oreille d'arbre blanche »), et en japonais シロキクラゲ = shiro kikurage (白木水母, littéralement « méduse des arbres blanche »). En chinois, le mot 木耳 (pinyin : mùěr, littéralement » oreille d'arbre ») désigne tous les champignons poussant sur les arbres [référence nécessaire] .
Une confusion fréquente : "fuciforme n'est pas fusiforme ! "En forme de fucus", donc souple et coriace comme l'algue marine", nous explique Panckoucke (1808) dans le volume 8 de Botanique. Quant au nom de genre "trémelle", il a pour étymologie sa consistance de "gelée tremblotante". 

Elle est consommée en Chine, surtout en soupe notamment avec de l'angélique verte, riz et d'autres graines, dans la célèbre soupe de riz[réf. incomplète].

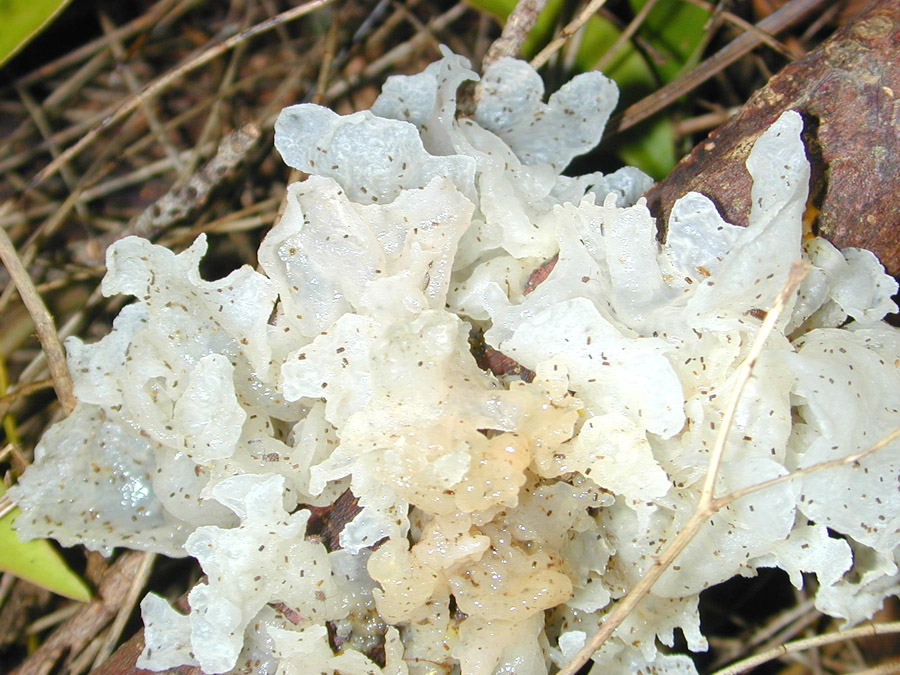
Tremella en forme de fucus (gros plan)

## Synonymes
- Tremella fuciformis Berkeley (1856) , in W.J. Hooker, Journal of botany and Kew Garden miscellany, 8, p. 277 (Basionyme) (nom actuel)
- Nakaiomyces nipponicus Kobayasi (1939) , Science reports of the Tokyo Bunrika Daigaku, section B, 4, p. 4
- Tremella nipponicus (Kobayasi) Wojewoda (1981) , Mala Flora Grzybów, 2, Tremellales, Auriculariales, p. 142

## Description
Sporophores gélatineux, blanchâtre aqueux, jusqu'à 7,5 cm (plus grands en culture), constitués frondes branchues minces mais dressées, semblables à des algues, souvent crispées à la marge. 
Microscopie: les hyphes sont munies de boucles et se résolvent en matière gélatineuse dense. Les cellules des hyphes produisent des filaments pénétrant les hyphes de l'hôte. Basides tremelloïdes, ellipsoïdes à cloison oblique à verticale, 10–13 sur 6,5–10 μm, parfois stipitées. Basidiospores ellipsoïdes, lisses, 5–8 x 4–6 μm.